# Casearia manausensis
Casearia manausensis är en videväxtart som beskrevs av H.O. Sleum.. Casearia manausensis ingår i släktet Casearia och familjen videväxter. Inga underarter finns listade i Catalogue of Life.